# ロードハウクイナ
ロードハウクイナ（Gallirallus sylvestris）は、ツル目クイナ科ヤンバルクイナ属に分類される鳥類。

## 分布
オーストラリア（ロード・ハウ島）固有種

## 形態
全長32 - 42センチメートル。オスの方がやや大型になる。全身の羽色は緑褐色。顔や喉は灰白色の羽毛で被われる。尾羽基部の下面（下尾筒）は黄褐色の羽毛で被われ、白と赤褐色の横縞が入る。雨覆や初列風切は赤褐色で、黄褐色の横縞が入る。
嘴の色彩は灰白色。後肢の色彩は暗灰色。

## 分類
BirdLife Internationalでは2013年現在、本種をHypotaenidia属に分類している。

## 生態
標高825メートルの山地の頂上周辺の森林に生息する。以前はロード・ハウ島全域に生息していたと推定されている。飛翔する事はできない。危険を感じると走行して逃げる。
甲殻類、陸棲の貝類、ミミズ、ウミツバメ科・ミズナギドリ科などの鳥類の卵、花、果実、地衣類、キノコなどを食べる。
繁殖様式は卵生。10 - 翌1月。地表の物陰に草やコケを組み合わせた巣を作り、1 - 4個の卵を産む。雌雄交代で抱卵し、抱卵期間は20 - 23日。

## 人間との関係
人為的に移入されたブタ・ヤギによる生息地の破壊、人為的に移入されたイヌ・ノネコ・ブタによる捕食などにより生息数は減少した。後述する保護対策により2013年現在は生息数は安定傾向にあると考えられている。近年ではネズミ駆除用に人為的に移入されたオオメンフクロウによる卵や雛の捕食、交通事故死、水槽での溺死、感染症、自然災害による影響が懸念されている。1980年からブタの駆除、飼育下繁殖させた個体を低地へ再導入する保護対策が進められている。1980年における生息数は約30羽と推定されている。2002年における生息数は220 - 230羽と推定されている。